# Maw-daung Pass
Maw-daung Pass är ett bergspass i Myanmar. Det ligger i den södra delen av landet, 1 000 km söder om huvudstaden Naypyidaw. Maw-daung Pass ligger 245 meter över havet.
Terrängen runt Maw-daung Pass är huvudsakligen kuperad, men åt sydost är den platt. Terrängen runt Maw-daung Pass sluttar österut. Runt Maw-daung Pass är det ganska tätbefolkat, med 78 invånare per kvadratkilometer. Det finns inga samhällen i närheten. I omgivningarna runt Maw-daung Pass växer i huvudsak städsegrön lövskog.